# Arses (gênero)
Arses é um gênero de aves da família Monarchidae. Está distribuído na Nova Guiné e Austrália (Queensland), incluindo ilhas adjacentes.
Espécies reconhecidas:
- Arses insularis (Meyer, AB, 1874)
- Arses kaupi Gould, 1851
- Arses lorealis De Vis, 1895
- Arses telescophthalmus (Lesson & Garnot, 1827)